# Список глав Кении
Список глав Кении включает лиц, являвшихся главой государства Кении после обретения ею независимости в 1963 году, включая правившего монарха и представлявшего его генерал-губернатора, избранных президентов после провозглашения в 1964 году республики.
В настоящее время главой государства и правительства является Президент Республики Кения и главнокомандующий Силами обороны (англ. President of the Republic of Kenya and Commander-in-Chief of the Defence Forces). Согласно действующей редакции конституции, президент избирается всенародным голосованием на 5 лет с правом однократного переизбрания. Глава государства является гарантом нормального и непрерывного функционирования государственных органов, национальной независимости и территориальной целостности, следит за сохранением и уважением национального суверенитета как внутри страны, так и за её пределами, является гарантом национального единства. В случае вакантности поста обязанности президента исполняет заместитель президента.
Использованная в первом столбце таблиц нумерация является условной; также условным является использование в первом столбце цветовой заливки, служащей для упрощения восприятия принадлежности лиц к различным политическим силам без необходимости обращения к столбцу, отражающему партийную принадлежность. В столбце «Выборы» отражены состоявшиеся выборные процедуры или иные основания получения полномочий. Для удобства список разделён на принятые в историографии периоды истории страны. Приведённые в преамбулах к каждому из разделов описания этих периодов призваны пояснить особенности её политической жизни.

## Кения (королевство Содружества, 1963—1964)
12 декабря 1963 года британские одноимённые колония и протекторат Кения (англ. Colony and Protectorate of Kenya, — колонией являлась внутренняя территория, протекторатом — узкая прибрежная полоса, сдававшаяся в аренду султану Занзибара), — были провозглашены независимым королевством Содружества Кения (англ. Kenya). Правящим монархом нового государства стала Елизавета II, которую представлял назначаемый ею генерал-губернатор и главнокомандующий Кении (англ. Governor-General and Commander-in-Chief of Kenya), осуществлявший большую часть полномочий монарха, служа его воле. Назначение генерал-губернатора происходило по рекомендации кабинета министров Кении без участия британского правительства. Правовое положение монарха и генерал-губернатора было определено нормами, основанными на Вестминстерском статуте 1931 года.
Елизавета II посещала страну трижды: как наследная принцесса 6 февраля 1952 года (получив известие о смерти своего отца и провозглашении королевой, покинула страну, отправившись в Великобританию), как глава Содружества наций 26 марта 1972 года и 7 октября 1991 года (остановившись переночевать).
| Портрет        | Имя (годы жизни)                                                                                             | Полномочия      | Полномочия | Династия                        | Наименование титула | Пр.         |
| Портрет        | Имя (годы жизни)                                                                                             | Начало          | Окончание | Династия                        | Наименование титула | Пр.         |
| -------------- | --- | --------------- | --- | ------------------------------- | --- | ----------- |
|                | Елизавета II (1926—2022) англ. Elizabeth II (урожд. Элизабет Александра Мэри англ. Elizabeth Alexandra Mary) | 12 декабря 1963 | 21 апреля 1964 | Виндзоры англ. House of Windsor | Милостью Божьей, Соединённого Королевства Великобритании и Северной Ирландии и других её королевств и территорий королева, глава Содружества, защитница веры англ. By the Grace of God, of the United Kingdom of Great Britain and Northern Ireland and of Her other Realms and Territories Queen, Head of the Commonwealth, Defender of the Faith | [ 7 ] [ 8 ] |
| 21 апреля 1964 | Елизавета II (1926—2022) англ. Elizabeth II (урожд. Элизабет Александра Мэри англ. Elizabeth Alexandra Mary) | 12 декабря 1964 | Королева Кении и других её королевств и территорий, глава Содружества англ. Queen of Kenya and of Her other Realms and Territories, Head of the Commonwealth | Виндзоры англ. House of Windsor | | [ 7 ] [ 8 ] |

### Список генерал-губернаторов Кении
|        | Портрет | Имя (годы жизни)                                                   | Полномочия      | Полномочия      | Наименование должности                                                                              | Пр.          |
| Начало | Портрет | Имя (годы жизни)                                                   | Окончание       |                 | Наименование должности                                                                              | Пр.          |
| ------ | ------- | ------------------------------------------------------------------ | --------------- | --------------- | --------------------------------------------------------------------------------------------------- | ------------ |
| 1      |         | Малькольм Джон Макдональд (1901—1981) англ. Malcolm John MacDonald | 12 декабря 1963 | 12 декабря 1964 | Генерал-губернатор и главнокомандующий Кении англ. Governor-General and Commander-in-Chief of Kenya | [ 9 ] [ 10 ] |

## Республика Кения (с 1964)
12 декабря 1964 года вступила в силу новая конституция, провозгласившая страну Республикой Кения (англ. Republic of Kenya) во главе с президентом, которым стал премьер-министр Джомо Кениата. Разногласия внутри правящей партии Национальный союз африканцев Кении (КАНУ) усилились после того, как её радикальное крыло во главе с вице-президентом Огингой Одингой подвергло критике земельную реформу правительства. На общепартийной конференции в марте 1966 года сторонники Одинги не получили ни одного руководящего поста в КАНУ. Впоследствии они вышли из партии и правительства, создав оппозиционный Союз народа Кении, который был запрещён в 1969 году.
В 1970-х годах усилился государственный контроль над политической жизнью, укрепилась личная власть Кениаты, началось сращивание партийного и государственного аппарата. После смерти Кениаты в 1978 году президентом стал Дэниэл арап Мои, а вице-президентом — Мваи Кибаки. В 1982 году была принята поправка к конституции, установившая однопартийную систему. Попытка военного переворота 1 августа 1982 года была подавлена, последовали массовые аресты. В 1983 и 1988 годах Мои вновь был избран президентом. В это время был усилен президентский контроль над правительством. Ужесточение политического режима в условиях кризиса вызвало рост оппозиционных настроений. В 1989 году под давлением общественности Мои освободил политических заключённых и амнистировал диссидентов. В 1991 году были внесены изменения в конституцию, вводившие многопартийную систему и ограничение президентских сроков. На выборах 1992 и 1997 годов оппозиция суммарно получала большинство голосов, однако президентом вновь становился Мои.
В 2002 году оппозиция объединилась в избирательный блок Национальный альянс радужной коалиции (НАРК) и выдвинула Мваи Кибаки на пост президента, который по итогам выборов одержал победу. Парламентское большинство также получила НАРК. В 2005 году оппозиционные партии образовали Оранжевое демократическое движение (ОДД), возглавленное Раилой Одингой (сыном Огинги Одинги), которое требовало изменения конституции и создания поста премьер-министра с широкими полномочиями. В ноябре 2005 года на референдуме 58 % проголосовавших отказались одобрить проект конституции Кибаки, направленный на укрепление единоличной власти президента. В 2007 году на президентских выборах победил Кибаки, создавший Партию национального единства (ПНЕ). Оппозиция оспорила результаты, что привело к массовым протестам и беспорядкам. Ситуация была урегулирована при посредничестве бывшего генерального секретаря ООН Кофи Аннана. В апреле 2008 года было достигнуто соглашение о назначении Раилы Одинги премьер-министром и создании коалиционного правительства из представителей ПНЕ и ОДД. На состоявшемся 4 августа 2010 года референдуме была принята новая конституци страны.
|                 | Портрет         | Имя (годы жизни)                                                                             | Полномочия       | Полномочия                    | Партия | Выборы                              | Наименование должности | Пр.                  |
| Начало          | Портрет         | Имя (годы жизни)                                                                             | Окончание        |                               | Партия | Выборы                              | Наименование должности | Пр.                  |
| --------------- | --------------- | -------------------------------------------------------------------------------------------- | ---------------- | ----------------------------- | --- | ----------------------------------- | --- | -------------------- |
| 1 (I—III)       |                 | Джомо Кениата (1891—1978) англ. Jomo Kenyatta (урожд. Камау ва Нгенги англ. Kamau wa Ngengi) | 12 декабря 1964  | 29 января 1970                | Национальный союз африканцев Кении | [ комм. 2 ]                         | Президент Республики Кения и главнокомандующий Вооружёнными силами англ. President of the Republic of Kenya and Commander-in-Chief of the Armed Forces | [ 14 ] [ 15 ] [ 16 ] |
| 1 (I—III)       | 29 января 1970  | Джомо Кениата (1891—1978) англ. Jomo Kenyatta (урожд. Камау ва Нгенги англ. Kamau wa Ngengi) | 5 ноября 1974    | 1969                          | Национальный союз африканцев Кении |                                     | Президент Республики Кения и главнокомандующий Вооружёнными силами англ. President of the Republic of Kenya and Commander-in-Chief of the Armed Forces | [ 14 ] [ 15 ] [ 16 ] |
| 1 (I—III)       | 5 ноября 1974   | Джомо Кениата (1891—1978) англ. Jomo Kenyatta (урожд. Камау ва Нгенги англ. Kamau wa Ngengi) | 22 августа 1978  | 1974                          | Национальный союз африканцев Кении |                                     | Президент Республики Кения и главнокомандующий Вооружёнными силами англ. President of the Republic of Kenya and Commander-in-Chief of the Armed Forces | [ 14 ] [ 15 ] [ 16 ] |
| и. о.           |                 | Дэниэл Торойтич арап Мои (1924—2020) англ. Daniel Toroitich arap Moi                         | 22 августа 1978  | 14 октября 1978               | Национальный союз африканцев Кении | [ комм. 5 ]                         | Президент Республики Кения и главнокомандующий Вооружёнными силами англ. President of the Republic of Kenya and Commander-in-Chief of the Armed Forces | [ 17 ] [ 18 ] [ 19 ] |
| 2 (I—VI)        | 14 октября 1978 | Дэниэл Торойтич арап Мои (1924—2020) англ. Daniel Toroitich arap Moi                         | 12 декабря 1979  | [ комм. 6 ]                   | Национальный союз африканцев Кении |                                     | Президент Республики Кения и главнокомандующий Вооружёнными силами англ. President of the Republic of Kenya and Commander-in-Chief of the Armed Forces | [ 17 ] [ 18 ] [ 19 ] |
| 2 (I—VI)        | 12 декабря 1979 | Дэниэл Торойтич арап Мои (1924—2020) англ. Daniel Toroitich arap Moi                         | 12 октября 1983  | 1979                          | Национальный союз африканцев Кении |                                     | Президент Республики Кения и главнокомандующий Вооружёнными силами англ. President of the Republic of Kenya and Commander-in-Chief of the Armed Forces | [ 17 ] [ 18 ] [ 19 ] |
| 2 (I—VI)        | 12 октября 1983 | Дэниэл Торойтич арап Мои (1924—2020) англ. Daniel Toroitich arap Moi                         | 26 марта 1988    | 1983                          | Национальный союз африканцев Кении |                                     | Президент Республики Кения и главнокомандующий Вооружёнными силами англ. President of the Republic of Kenya and Commander-in-Chief of the Armed Forces | [ 17 ] [ 18 ] [ 19 ] |
| 2 (I—VI)        | 26 марта 1988   | Дэниэл Торойтич арап Мои (1924—2020) англ. Daniel Toroitich arap Moi                         | 4 января 1993    | [ комм. 7 ]                   | Национальный союз африканцев Кении |                                     | Президент Республики Кения и главнокомандующий Вооружёнными силами англ. President of the Republic of Kenya and Commander-in-Chief of the Armed Forces | [ 17 ] [ 18 ] [ 19 ] |
| 2 (I—VI)        | 4 января 1993   | Дэниэл Торойтич арап Мои (1924—2020) англ. Daniel Toroitich arap Moi                         | 5 января 1998    | 1992                          | Национальный союз африканцев Кении |                                     | Президент Республики Кения и главнокомандующий Вооружёнными силами англ. President of the Republic of Kenya and Commander-in-Chief of the Armed Forces | [ 17 ] [ 18 ] [ 19 ] |
| 2 (I—VI)        | 5 января 1998   | Дэниэл Торойтич арап Мои (1924—2020) англ. Daniel Toroitich arap Moi                         | 30 декабря 2002  | 1997                          | Национальный союз африканцев Кении |                                     | Президент Республики Кения и главнокомандующий Вооружёнными силами англ. President of the Republic of Kenya and Commander-in-Chief of the Armed Forces | [ 17 ] [ 18 ] [ 19 ] |
| 3 (I—II)        |                 | Мваи Кибаки (1931—2022) англ. Mwai Kibaki                                                    | 30 декабря 2002  | 30 декабря 2007               | Национальный альянс радужной коалиции | 2002                                | Президент Республики Кения и главнокомандующий Вооружёнными силами англ. President of the Republic of Kenya and Commander-in-Chief of the Armed Forces | [ 20 ] [ 21 ] [ 22 ] |
|                 | 30 декабря 2007 | Мваи Кибаки (1931—2022) англ. Mwai Kibaki                                                    | 27 августа 2010  | Партия национального единства | 2007 |                                     | Президент Республики Кения и главнокомандующий Вооружёнными силами англ. President of the Republic of Kenya and Commander-in-Chief of the Armed Forces | [ 20 ] [ 21 ] [ 22 ] |
| 27 августа 2010 | 9 апреля 2013   | Мваи Кибаки (1931—2022) англ. Mwai Kibaki                                                    | [ комм. 9 ]      | Партия национального единства | Президент Республики Кения и главнокомандующий Силами обороны англ. President of the Republic of Kenya and Commander-in-Chief of the Defence Forces |                                     | | [ 20 ] [ 21 ] [ 22 ] |
| 4 (I—II)        |                 | Ухуру Муигаи Кениата (1961—) англ. Uhuru Muigai Kenyatta                                     | 9 апреля 2013    | 28 ноября 2017                | Президент Республики Кения и главнокомандующий Силами обороны англ. President of the Republic of Kenya and Commander-in-Chief of the Defence Forces | Национальный альянс                 | 2013 | [ 23 ] [ 24 ] [ 25 ] |
|                 | 28 ноября 2017  | Ухуру Муигаи Кениата (1961—) англ. Uhuru Muigai Kenyatta                                     | 13 сентября 2022 | Юбилейная партия Кении        | Президент Республики Кения и главнокомандующий Силами обороны англ. President of the Republic of Kenya and Commander-in-Chief of the Defence Forces | 2017 (октябрь)                      | | [ 23 ] [ 24 ] [ 25 ] |
| 5               |                 | Уильям Самои Руто (1966—) англ. William Samoei Ruto                                          | 13 сентября 2022 | действующий                   | Президент Республики Кения и главнокомандующий Силами обороны англ. President of the Republic of Kenya and Commander-in-Chief of the Defence Forces | Объединённый демократический альянс | 2022 | [ 26 ] [ 27 ] [ 28 ] |